# Каунаський повіт
Каунаський повіт (лит. Kauno apskritis) — повіт в центральній частині Литви. Межує з Маріямпольським, Алітуським, Вільнюським, Панєвезьким, Шяуляйським і Тауразьким повітами.

## Адміністративний поділ
Повіт утворює території:
- Самоврядування міста Каунаса (10 староств)
- Самоврядування Йонавського району (8 староств)
- Бірштонаське самоврядування (місто Бірштонас і Бірштонаське староство)
- Самоврядування Кайшядориського району (11 староств, міста Жежмаряй)
- Самоврядування Каунаського району (25 староств)
- Самоврядування Кедайняйського району (12 староств)
- Самоврядування Пренайського району (9 староств)
- Самоврядування Расейняйського району (12 староств; міста Расейняй і Аріогала, 7 містечок, 3 селища, 597 сіл)